# Morgan Tsvangirai
Morgan Richard Tsvangirai (Gutu, 10 marzo 1952 – Johannesburg, 14 febbraio 2018) è stato un politico, sindacalista e attivista zimbabwese, presidente del Movimento per il Cambiamento Democratico, il principale partito politico d’opposizione e dall'11 febbraio 2009 all'11 settembre 2013 Primo Ministro del paese africano. Militante dei diritti umani e grande oppositore del presidente Robert Mugabe, si è guadagnato appoggio e sostegno da vari paesi occidentali per la sua lotta per la libertà.
Mugabe, con i suoi metodi di governo dispotici, è infatti accusato di reggere lo Stato africano come un dittatore e di essere colpevole di numerose violazioni dei diritti umani. Gravi sono state le azioni di repressione ai danni di Tsvangirai e del suo partito, sottoposti ad una vera e propria persecuzione: lo stesso Tsvangirai è stato arrestato, picchiato e torturato. Nell'intanto la situazione economica diviene sempre più difficile: lo Zimbabwe ha l'inflazione più alta del mondo dopo il Venezuela e internazionalmente si è chiuso in un pericoloso isolamento. Tsvangirai si è impegnato per porre fine, pacificamente, al regime del presidente per stabilire una vera democrazia e permettere la pacificazione e riconciliazione nazionali, e con le elezioni del 2009 ha conquistato la carica di primo ministro.

## Biografia

### Attività sindacale e per la riforma della Costituzione
Morgan Tsvangirai nacque nel 1952 nel distretto di Gutu, nell'allora Rhodesia Meridionale, maggiore di nove fratelli e figlio di un falegname e muratore. Dopo aver prematuramente abbandonato la scuola, nel 1974 cominciò a lavorare in una miniera di nichel della Trojan nella regione di Mashonaland Central. Trascorse a lavorare in miniera dieci anni, diventando con il tempo caposquadra. Tsvangirai ha partecipato attivamente a movimenti sociali importanti nello Zimbabwe, come quelli per la riforma del lavoro e quella costituzionale. È stato il Segretario Generale del potente Congresso dei Sindacati dello Zimbabwe (ZCTU) e presidente fondatore dell'Assemblea Costituzionale Nazionale, un gruppo che chiede una nuova costituzione per lo Zimbabwe.
È inoltre divenuto rappresentante dell'Unione Associata dei Minatori; in seguito è stato eletto nell'esecutivo dell'Unione Nazionale dei Minatori. E proprio la carica di Segretario Generale del Congresso dei sindacati, nel 1989, ha segnato il punto più alto della sua iniziale carriera. Fu proprio Tsvangirai a rompere l'alleanza tra ZCTU e ZANU-PF, partito dominante dello Zimbabwe sin dall'indipendenza raggiunta dal paese, nel 1980. Appena il suo potere e quello del Congresso dei Sindacati cominciarono a crescere, i rapporti con il governo si deteriorarono. Per questo, è stato vittima di minacce e violenze premeditate e ispirate proprio dal governo. I tentativi di ucciderlo sono stati tre: addirittura nel 1997 sconosciuti assalitori irruppero nel suo ufficio e tentarono di defenestrarlo.

### Attività politica in senso stretto
Nel 1999 lo stesso Tsvangirai ha fondato e organizzato il Movimento per il Cambiamento Democratico (MDC), il più grande partito dello Zimbabwe di opposizione al presidente Robert Mugabe e al suo partito, lo ZANU-PF. Sceso quindi in politica a livello nazionale, si candidò contro Mugabe alle elezioni presidenziali del 2002: Mugabe e il suo partito ne uscirono vincitori, ma moltissime furono le accuse di brogli e manipolazioni; è stato inoltre denunciato l'uso di violenze e intimidazioni, oltre che all'elettorato anche ai media.
Dopo le elezioni parlamentari del 2000 il presidente del MDC è stato arrestato e accusato di tradimento, ma l'accusa è poi stata ritirata. Nel 2004 è stato prosciolto dall'accusa di un complotto per assassinare Mugabe durante la corsa alle elezioni nel 2002. La difesa di Tsvangirai al processo fu condotta da George Bizos, avvocato dei diritti umani che era stato difensore di Nelson Mandela. Più volte Tsvangirai ha denunciato le molte violazioni dei diritti umani che si verificano molto spesso nel suo paese, la cui crisi economica e sociale è emersa sempre di più agli occhi della comunità internazionale; lo stesso potere di Mugabe, fino al 2000 ben saldo, è diventato sempre più instabile gettando lo Zimbabwe in una fragilità politica alimentata da scontri e violenze di crescente frequenza.
L'MDC ha in diverse occasioni espresso le azioni di repressione cui è stato sottoposto, dalle brusche perquisizioni alle proprie sedi sino ai violenti metodi della polizia volti a fermare manifestazioni d dissenso verso il governo. Eppure ufficialmente dalle urne è sempre uscito vincitore l'anziano Mugabe, i cui successi elettorali si baserebbero però, secondo i paesi occidentali e i suoi oppositori interni, su intimidazioni e brogli. Il presidente, in carica dal 1987 dopo essere stato Primo Ministro dal 1980, carica poi da lui abolita per diventare un presidente della Repubblica con poteri esecutivi, è accusato di controllare il paese anche mediaticamente, con attacchi verso i mezzi di comunicazione a lui avversi, specialmente quotidiani, costretti perlopiù al silenzio. Tsvangirai e la sua formazione politica, esponendo queste problematiche quanto mai delicate alla comunità internazionale, hanno contemporaneamente cercato di aprire contatti con paesi esteri, specialmente occidentali.
Il partito dominante, lo ZANU-PF, è inoltre accusato di aggredire l'elettorato avversario con metodi assolutamente scorretti. Nello Zimbabwe la crisi alimentare è sempre più acuta, ed è stata causata dall'espropriazione delle terre ai proprietari bianchi, considerata la misura più disastrosa di Mugabe nonché l'origine dell'attuale crisi: secondo osservatori zimbabwesi, l'espropriazione è stata anche un modo per attaccare l'elettorato del MDC, partito al quale gli stessi bianchi avevano aderito in massa. Si sono resi necessari aiuti alimentari per la popolazione, che però sono stati utilizzati a scopi politici, in quanto distribuiti solo a chi non si opponeva al regime dello ZANU-PF. Le zone della capitale Harare più fedeli al MDC sono le peggio servite idricamente ed elettricamente, almeno secondo il partito stesso. Nel 2005 l'Operazione Murambatsvina, consistita nell'abbattimento forzato dei quartieri più umili di Harare e ufficialmente messa in atto dal governo per fermare contrabbando ed economia informale, sarebbe stata in realtà una misura punitiva contro chi aveva votato contro il governo: in quegli stessi quartieri lo ZANU-PF ha ricevuto una quantità irrisoria di voti, e infatti Harare è governata dal partito d'opposizione.

### Massacro del Gukurahundi
Tre anni dopo che lo Zimbabwe raggiunse l'indipendenza, Robert Mugabe ordinò all'esercito di giungere presso la gente del Matabeleland e punirla per la propria fedeltà a Joshua Nkomo, divenuto nemico di Mugabe stesso: per questo fu perpetrato un massacro chiamato in codice Gukurahundi. Secondo il parere di Tsvangirai, le responsabilità sono da attribuire allo ZANU e alla sua leadership. Rivolgendosi a degli abitanti di un villaggio a Maphisa, nel 2001 disse: ”Questa è stata una barbara operazione da parte dello ZANU-PF. Non sarebbe mai dovuto accadere. È stato un triste episodio della nostra storia e l'MDC ovviamente vorrà che sia fatta giustizia, se andrà al potere. Simili abusi dei diritti umani dovrebbero essere riesaminati e i responsabili dovranno rendere conto delle proprie azioni”.

### Gli arresti del 2000, del 2003 e del 2007
Tsvangirai è stato arrestato nell'ottobre 2000 dopo che il governo affermò che avesse minacciato il Presidente Mugabe: in questa occasione il leader del MDC disse a 40.000 sostenitori ad un raduno ad Harare che se Mugabe non si fosse dimesso prima delle elezioni del 2002, lo avrebbe rimosso violentemente. In ogni caso Tsvangirai ha detto che stava invitando Mugabe a considerare la storia: vi è una lunga serie di dittatori che si sono rifiutati di andarsene pacificamente e la gente li ha rimossi violentemente. La corte ritirò le accuse.
Nel giugno 2003 il leader del MDC è stato fermato un venerdì pomeriggio poco dopo aver tenuto una conferenza stampa, il governo gli contestò di aver incitato alla violenza. Nella conferenza stampa aveva affermato: “Da lunedì, 2 giugno, fino a oggi 6 giugno, Mugabe non ha avuto cura di questo paese,
era occupato a comandare le sue forze di repressione contro la volontà sovrana del popolo dello Zimbabwe.
Comunque, anche nel contesto delle brutalità inflitte loro, lo spirito di resistenza del popolo non è stato rotto,
Il suono di uno sparo non zittirà la loro domanda per cambiamento e libertà”.
L'11 marzo, un giorno dopo il suo 55º compleanno, Tsvangirai è stato arrestato lungo il tragitto per recarsi ad un incontro di preghiera nel quartiere di Harare di Highfield. La moglie fu autorizzata a vederlo in carcere, e riportò che il marito era stato pesantemente torturato dalla polizia, come risultava da profondi tagli sulla testa e da un occhio molto gonfio. L'evento destò indignazione internazionale e fu considerato particolarmente brutale ed estremo, anche per un regime tanto atroce quanto quello di Mugabe.
È stato torturato il 12 marzo da un commando delle Forze Speciali dello Zimbabwe, facenti parte dell'esercito, dopo essere stato arrestato e condotto presso la stazione di polizia di Machipisa, ad Highfield. Un cameraman zimbabwese, Edward Chikombo, riprese per la televisione di stato le immagini di Tsvangirai gravemente ferito dopo essere stato malmenato. Chikombo è stato sequestrato dalla sua casa nel sobborgo di Glenview, fuori Harare. Il suo corpo è stato poi scoperto nel weekend vicino al villaggio di Darwendale, 80 chilometri ad ovest di Harare. Questo episodio è parte di una serie di rapimenti e pestaggi punitivi che sono diventati terrificanti rituali notturni in Zimbabwe, dove molti attivisti dell'opposizione e loro congiunti sono stati attaccati da bande approvate dal governo che si servono di auto senza targa e di armi di provenienza della polizia.
Secondo Tendai Biti, esponente del MDC arrestato con Tsvangirai, l'ex sindacalista ha subito gravi fratture al cranio e "deve aver perso i sensi tre volte in tutto". In seguito è stato ammesso al reparto di terapia intensiva in un ospedale locale. La BBC ha riportato che il leader d'opposizione ha ricevuto una trasfusione di sangue per emorragia interna. Benché l'episodio fosse un chiaro caso di violenza politica ordinata da Robert Mugabe, Tsvangirai ha da allora ricevuto uno scarso supporto politico dai paesi africani circostanti.

### Irruzione nella sede del MDC
Tsvangirai è stato rilasciato, ma il 28 marzo la polizia zimbabwese ha preso d'assalto la sede nazionale del MDC a Nelson Mandela Avenue e lo ha arrestato ancora una volta: ore prima stava parlando ai media della recente violenza politica nel paese.

### Reazioni internazionali
L'arresto di Tsvangirai e i severi metodi utilizzati ai danni dell'opposizione sono stati condannati internazionalmente: seguono le reazioni di diversi paesi del mondo.
- Australia – Il ministro degli esteri Alexander Downer ha dichiarato che il governo dello Zimbabwe dovrebbe rilasciare immediatamente coloro che sono stati arrestati, bloccare l'impedimento dell'attività politica e implementare riforme immediate. Questo costituisce un diretto attacco alle politiche dell'ormai molto anziano Mugabe; denotare come l'Australia stessa, come scritto dopo, sia interessata alla vicenda. Non a caso, un gruppo abbastanza consistente di agricoltori bianchi fuggiti dal paese africano si è stabilito proprio in Australia.
- Canada – Il 12 marzo, il Ministro degli Esteri Peter MacKay ha tenuto un discorso, condannando la violenza in Zimbabwe e invocando contemporaneamente il rilascio di tutti gli arrestati[16].
- Irlanda – In una dichiarazione, il Ministro degli esteri Dermot Ahern ha condannato le azioni delle autorità dello Zimbabwe e ha invitato a rinunciare subito a simili attività e ad adottare una nuova politica di dialogo e collaborazione con il mondo esterno[17].
- Mauritius – Il governo delle Isole Mauritius si espresso in un comunicato il 19 marzo, affermando che urge che il governo di Mugabe assicuri che i diritti basilari e le libertà fondamentali di tutti i cittadini zimbabwesi siano osservati[18].
- Nuova Zelanda – Il ministro degli Esteri neozelandese Winston Peters si è appellato per l'immediato rilascio di Tsvangirai e dei suoi compagni[19].
- Regno Unito – Il Primo Ministro Tony Blair ha commentato gli eventi così:”Alla gente dovrebbe essere permesso di vivere sotto la norma della legge. Dovrebbe essere permesso loro di esprimere le loro visioni politiche senza molestie o intimidazioni o violenze. E cose sta accadendo in Zimbabwe è veramente tragico”[20].
- Sudafrica – Il ministro sudafricano degli esteri Aziz Pahad ha reso noto che il suo governo è preoccupato per l'accaduto e che ha chiesto al governo dello Zimbabwe “di assicurare che la supremazia della legge incluso il rispetto dei diritti dei cittadini e dei leader dei partiti politici sia rispettata”[21].

- Svezia – Nel suo blog il Ministro degli Esteri Carl Bildt ha detto che è evidente che i brutali atti contro la libertà d'associazione e di parola commessi dal governo zimbabwese durante il pacifico incontro di preghiera dell'11 marzo debbano essere condannati[22].
- Stati Uniti – Gli Stati Uniti d'America ulteriori sanzioni contro la leadership dello Zimbabwe in seguito all'evento[23].

Nel 2001 Tsvangirai è stato insignito del prestigioso premio Silver Rose dell'organizzazione internazionale non governativa Solidar. Tale riconoscimento è assegnato per un eccezionale risultato ottenuto da parte di un individuo o di un'organizzazione in attività civili atte a costruire una società più equa e giusta. In un periodo cruciale per la stabilità del mondo i vincitori del Silver Rose ‘'mostrano il positivo cambiamento che può essere apportato da determinati individui o organizzazioni'’. Di Morgan Tsvangirai è stata scritta anche una biografia: si tratta di Face of Courage: Morgan Tsvangirai, scritto da Sarah Huddlestone, che segue le sue radici nei sindacati, la sua salita verso la leadership del MDC e i tentativi del regime di Mugabe di implicarlo in un maldestro complotto di tradimento.
Il principale oppositore di Mugabe ha incontrato il primo ministro australiano John Howard a Melbourne, e ha poi detto ai media che stati come l'Australia possono giocare un ruolo molto importante nella lotta contro il regime del Presidente Robert Mugabe. Inoltre, nel settembre 2007 è stato largamente riportato che Tsvangirai ha incontrato Thabo Mbeki, presidente del Sudafrica, per colloqui fondamentali su come accelerare il dialogo tra il partito dominante ZANU-PF e il principale partito d'opposizione, l'MDC.

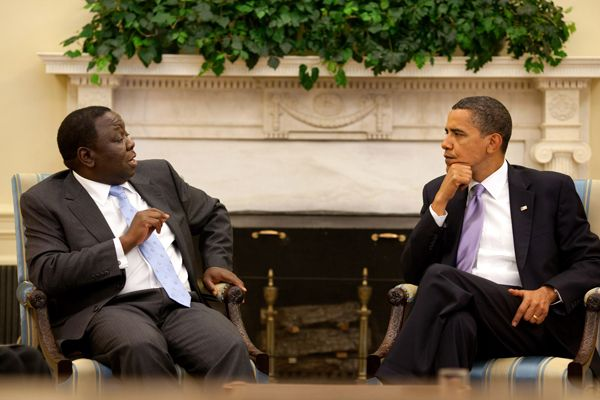
Tsvangirai e Obama nel 2009

### Morte della guardia del corpo
Il 25 ottobre 2007 è stato riportato che Nhamo Musekiwa, che era stato la guardia del corpo di Morgan Tsvangirai fin dalla fondazione del MDC nel 1999, è morto in seguito ad una complicazione risultante da ferite sostenute nel marzo 2007 dopo un grave attacco da parte del governo. Il portavoce del MDC Nelson Chamisa ha detto che Musekiwa aveva ricevuto le ferite in questione l'11 marzo, durante l'incontro di preghiera prima del quale Morgan Tsvangirai era stato arrestato. Lo stesso Musekiwa aveva asserito di essere stato selvaggiamente picchiato dalla polizia insieme ad altri esponenti e membri di partito. Durante l'intervento delle forze dell'ordine all'incontro un attivista dell'opposizione, Gift Tandare, era stato colpito mortalmente dalla polizia che sempre nella stessa occasione ha ucciso Itai Manyeruke, un altro manifestante, avendolo picchiato fortemente.